# Treindienst in open toegang

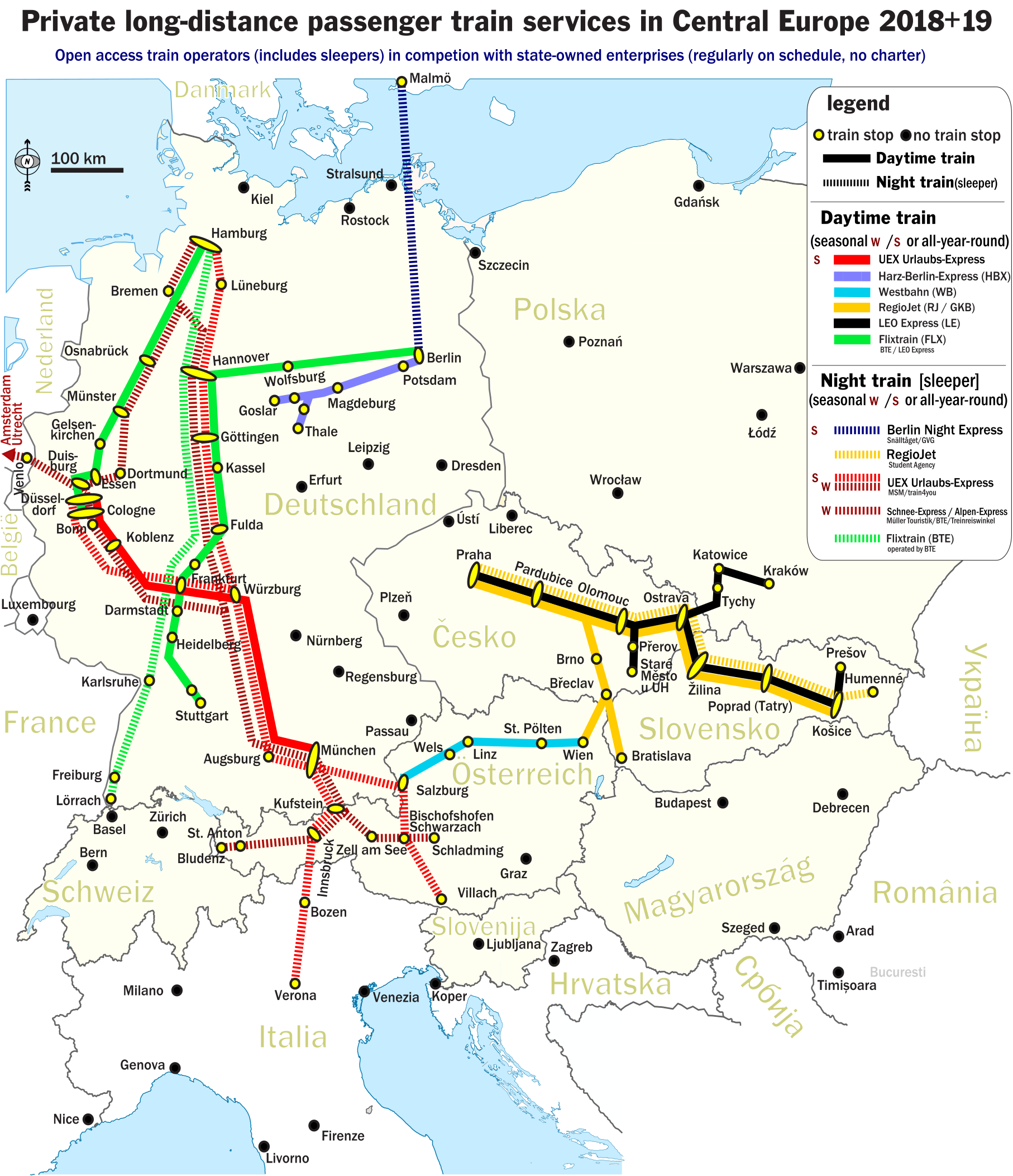
Kaart van particuliere langeafstandspassagierstreindiensten in Centraal-Europa

Een trein(dienst) in open toegang of open-accesstrein is een treindienst waar de vervoerder het volledige commerciële risico draagt, treinpaden koopt op infrastructuur die niet van hem is en voor deze dienst geen concessie heeft van de overheid. 

## Personenvervoer in open toegang in Europa

### België
- Eurostar
- European Sleeper

### Nederland
- European Sleeper
- Arriva (nachttreinen naar Schiphol en Groningen - Zwolle)

### Andere Europese landen

#### Oostenrijk
- RegioJet
- Westbahn

#### Tsjechië
- LEO-Express
- RegioJet

#### Frankrijk
- Eurostar
- Trenitalia Frankrijk
- Renfe[1]

##### In voorbereiding
- Le Train
- Kevin Speed[2]

#### Duitsland
- Eurostar
- FlixTrain
- Harz-Berlin-Express
- ÖBB Nightjet
- Westbahn
- European Sleeper

#### Hongarije
- RegioJet

#### Italië
- NTV (Italo)

#### Polen
- LEO-Express

#### Slovenië
- Adria Transport

#### Slowakije
- RegioJet (alle diensten behalve haar concessie op de spoorlijn Bratislava–Komárno)

#### Spanje
- Ouigo
- Iryo

#### Verenigd Koninkrijk
- Eurostar
- Grand Central
- Heathrow Express
- Hull Trains
- Lumo

#### Zweden
- MTRX
- Snälltåget (Transdev) (Malmö-Stockholm-Åre)
- TÅGAB
- SJ AB [note 1]